# Хаз
Хаз (араб. خز‎) — должность руководителя мусульманской общины в столице Хазарского каганата (по данным Ибн Фадлана). Осуществлял судебную юрисдикцию над всеми мусульманами города, как живущими постоянно, так и временно приезжающими. Должность занимал мусульманин из числа отроков царя. Вероятно, идентичен вазиру гвардии ал-Ларисия.